# Ejido Pátzcuaro
Ejido Pátzcuaro är en ort i Mexiko.   Den ligger i kommunen Mexicali och delstaten Baja California, i den nordvästra delen av landet, 2 100 km nordväst om huvudstaden Mexico City. Ejido Pátzcuaro ligger 19 meter över havet och antalet invånare är 1 513.
Terrängen runt Ejido Pátzcuaro är mycket platt. Runt Ejido Pátzcuaro är det ganska tätbefolkat, med 58 invånare per kvadratkilometer. Närmaste större samhälle är Guadalupe Victoria, 7,8 km sydväst om Ejido Pátzcuaro. Trakten runt Ejido Pátzcuaro består till största delen av jordbruksmark.